# Neuseeländische Cricket-Nationalmannschaft in Indien in der Saison 1955/56
Die Tour der neuseeländischen Cricket-Nationalmannschaft nach Indien in der Saison 1955/56 fand vom 19. November 1955 bis zum 11. Januar 1956 statt. Die internationale Cricket-Tour war Bestandteil der Internationalen Cricket-Saison 1955/56 und umfasste fünf Tests. Indien gewann die Serie 2–0.

## Vorgeschichte
Neuseeland bestritt zuvor eine Tour in Pakistan, für Pakistan war es die erste Tour der Saison.
Es war das erste Aufeinandertreffen der beiden Mannschaften bei einer Tour.

## Stadien
Die folgenden Stadien wurden für die Tour als Austragungsort vorgesehen.
| Stadion                     | Stadt     | Kapazität | Spiele  |
| --------------------------- | --------- | --------- | ------- |
| Brabourne Stadium           | Bombay    | 25.000    | 2. Test |
| Feroz Shah Kotla            | Delhi     | 48.000    | 3. Test |
| Lal Bahadur Shastri Stadium | Hyderabad | 25.000    | 1. Test |
| Eden Gardens                | Kalkutta  | 82.000    | 4. Test |
| M. A. Chidambaram Stadium   | Madras    | 46.000    | 5. Test |

## Kaderlisten
Die Mannschaften benannten die folgenden Kader.
| Test | Test |
| Indien | Neuseeland |
| --- | --- |
| - Ghulam Ahmed (K) - Polly Umrigar (VK) - Prakash Bhandari - Nari Contractor - Jayasinghrao Ghorpade - Subhash Gupte - Vijay Manjrekar - Vinoo Mankad - Vijay Mehra - Bapu Nadkarni - Chandrakant Patankar (wk) - Jasubhai Patel - Sadashiv Patil - Dattu Phadkar - Gulabrai Ramchand - Pankaj Roy - AG Kripal Singh - Gundibail Sunderam - Narain Swamy - Naren Tamhane (wk) | - Harry Cave (K) - Jack Alabaster - John Guy - Noel Harford - Zin Harris - Johnny Hayes - Gordon Leggat - Tony MacGibbon - Noel McGregor - Trevor McMahon (wk) - Alex Moir - Eric Petrie (wk) - Matt Poore - John Reid - Bert Sutcliffe |

## Tests

### Erster Test in Hyderabad
| 19. – 24. November Scorecard | Hyderabad | Indien 498-4d (175.1) | – | Neuseeland 326 (209.4) & 212-2 (92) (f/o) |
|                              |           | Remis                 |   |                                           |

Indien gewann den Münzwurf und entschied sich als Schlagmannschaft zu beginnen.

### Zweiter Test in Bombay
| 2. – 7. Dezember Scorecard | Bombay (BS) | Indien 421 (158)                             | – | Neuseeland 258 (134.1) & 136 (77.4) (f/o) |
|                            |             | Indien gewinnt mit einem Innings und 27 Runs |   |                                           |

Indien gewann den Münzwurf und entschied sich als Schlagmannschaft zu beginnen.

### Dritter Test in Delhi
| 16. – 21. Dezember Scorecard | Delhi | Neuseeland 450-2d (176) & 112-1 (58) | – | Indien 531-7d (241.5) |
|                              |       | Remis                                |   |                       |

Neuseeland gewann den Münzwurf und entschied sich als Schlagmannschaft zu beginnen.

### Vierter Test in Kalkutta
| 28. Dezember – 2. Januar Scorecard | Kalkutta | Indien 132 (59.3) & 438-7d (209) | – | Neuseeland 336 (145.5) & 75-6 (34) |
|                                    |          | Remis                            |   |                                    |

Indien gewann den Münzwurf und entschied sich als Schlagmannschaft zu beginnen.

### Fünfter Test in Madras
| 6. – 11. Januar Scorecard | Madras | Indien 537-3d (177)                           | – | Neuseeland 209 (132) & 219 (130.3) (f/o) |
|                           |        | Indien gewinnt mit einem Innings und 109 Runs |   |                                          |

Indien gewann den Münzwurf und entschied sich als Schlagmannschaft zu beginnen.